# Средневековые христианские памятники Херсонеса
Средневеко́вые христианские памятники Херсоне́са — культовые сооружения средневекового периода Херсонеса на территории Тавриды, хронологически определённые IV—XIV веками. Хронологические рамки включают период начала христианизации города — конец IV — V век и до его полного разрушения в XIII (или XIV) веке золотоордынцами.
В письменных источниках почти не упоминаются христианские культовые сооружения первых веков. Некоторые исследователи предполагают, что христиане в первые века храмов не возводили. Херсонес, в этом отношении, является уникальным комплексом; здесь был открыт ряд христианских памятников, относящихся к IV—VI векам — времени становления храмовой архитектуры. Памятники условно можно разделить на два основных типа: церкви и мартирии. Эти сооружения стали центрами формирования культовых комплексов. На территории древнего Херсонеса — главного центра византийской культуры в Крыму, сохранились остатки многочисленных христианских церквей, среди которых наиболее монументальными были базилики. Раннехристианские храмы воздвигались на фундаментах и развалинах античных очеловеченных языческих божеств. Первые христианские храмы были почти лишены архитектурных форм украшений. Со временем они пополнились и обогатились колоннами, арками, сводами. Фасады первых херсонесских базилик были очень скромны; внешнему виду храма уделялось мало внимания, но богато отделывался его внутренний интерьер. Аскетически выполненные фасады контрастировали с пышным внутренним убранством. В Херсонесе, наряду с базиликами, был распространён крестово-купольный тип храмов, в которых центральное более высокое помещение перекрывалось куполом. Но всё-таки базиликанский храм на протяжении нескольких веков являлся самым распространённым типом культовых построек на крымском побережье от Херсонеса до Боспора.
Перечень и последовательность сакральных сооружений в статье представлены согласно обобщающему списку, приведённому в монографии историка, археолога, византиноведа А. И. Романчук «Исследования Херсонеса — Херсона. Раскопки. Гипотезы. Проблемы».

## Список
| Название (№ по списку ИАК) Местонахождение | Датировка (постройка памятника)            | Краткое описание | Изображение |
| --- | ------------------------------------------ | --- | ----------- |
| Базилика «Крузе» (№ 7. Большая юго-восточная базилика) Юго-восточный район. 44°36′45″ с. ш. 33°29′47″ в. д.                                                 | V — начало-середина VI в.                  | Базилика № 7 была обнаружена в 1827 году. Раскопками руководил морской офицер лейтенант Г. Крузе. Впоследствии храм назвали именем этого лейтенанта. Раскопки проводились по приказу командира черноморской эскадры и губернатора Севастополя А. С. Грейга. Крузе не закончил раскопки из-за начавшейся в Севастополе эпидемии чумы, вылившейся в вооружённое восстание, спровоцированное карантинными мерами. В 1891 году памятник доисследовал К. К. Косцюшко-Валюжинич. В 1998 году проводились работы совместной украино-австрийской экспедицией под руководством М. И. Золотарёва и Р. Пиллингер. Регулярные раскопки начались с 2005 года. История регулярной жизни на данном участке началась в середине V века до н. э. В эллинистический период появилась жилая застройка. Позднее в римское время здесь функционировал рыбозасолочный комплекс. В юстиниановскую эпоху это место было расчищено, выровнено и построена базилика. Дата её постройки V — начало-середина VI века. Этот храм является уникальным по своим пропорциям и конструктивным особенностям: его ширина (без учёта апсиды) равна длине, алтарная часть — триконхиальная апсида в виде трилистника, узкие боковые нефы, отсутствие южного бокового входа. Стены были сложены из больших тёсаных известняковых блоков, пространство между которыми забутовано необработанным камнем, скреплённым известковым раствором. Храм просуществовал примерно до рубежа X—XI века, затем на его месте был устроен некрополь. |             |
| Крестообразный храм (№ 27) Верхняя часть города. Центральная площадь. 44°36′43″ с. ш. 33°29′36″ в. д.                                                       | VI в. (или конец VI — 1-я половина VII в.) | В 1827 году во время раскопок на центральной площади Г. Крузе были обнаружены развалины трёх храмов: трёхнефный базиликального плана (№ 17), небольшой храм с аркосолиями (№ 16) и крестообразный (№ 27), над руинами которого ныне возвышается собор Св. Владимира, сооружённый в память крещения Руси. Церковь имела в плане форму равноконечного креста. Центральная апсида и апсида южной капеллы — полукруглые, северная — не имела апсиды. Стены сложены из больших грубо отделанных камней. Дюбуа де Монперё, совершивший путешествие в Крым в 1830-х годах, называет крестообразный храм «Церковью Богородицы». Храм датируется VI веком. С. Б. Сорочан уточняет датировку — конец VI — первая половина VII века, отмечая при этом, что его северный пастофорий является более поздней постройкой и относится к VII—VIII векам. |             |
| Базилика № 17 («Базилика с капителями») Юго-западный квартал L. Юго-западнее базилики № 16.                                                                 | 2-я половина VI — начало VII в.            | Одноапсидная трёхнефная базилика с ровными плечами и притвором была раскопана в 1889 году К. К. Косцюшко-Валюжиничем. Общие размеры в плане составляют 30×18,1 м. При раскопках были обнаружены остатки фресок с изображением Богоматери. В среднем нефе базилики была найдена рыбозасолочная цистерна, которую, по-видимому, обнаружил, но не раскопал Г. Крузе. По найденным многочисленным мраморным плитам (более 600 штук) храм получил условное название «базилика с капителями», а Д. В. Айналов называл церковь № 17 «Большой базиликой». После разрушения храма на его месте не было новой постройки, что позволило предположить о его функционировании до конца жизни города. С. Б. Сорочан отнёс постройку церкви ко второй половине VI или началу VII века. |             |
| Уваровская базилика (№ 23. Кафоликон св. Апостолов Петра и Павла) Верхняя часть города. 44°36′48″ с. ш. 33°29′36″ в. д.                                     | Конец VI — начало VII в.                   | Одноапсидная трёхнефная с ровными плечами базилика была открыта графом А. С. Уваровым в 1853 году во время раскопок на Херсонесском городище. Это самая большая древняя христианская церковь в Крыму. Названа по имени первооткрывателя. Здание имело длину 50 м, ширину 22 м. Боковые нефы отделялись от центрального одиннадцатью колоннами с забутованными между ними простенками высотой около двух метров. Пол центрального нефа вымощен плитами из белого мрамора, боковых нефов — цветной мозаикой. Храм имеет два притвора: внутренний (нартекс) и внешний (экзонартекс). При расчистке храма были найдены монеты IV—X веков, что позволило А. С. Уварову предположить, что базилика была возведена при Константине Великом (306—337) и функционировала до X века. Позднее А. Л. Якобсон, определял хронологию рассмотренных им христианских храмов Херсонеса, в том числе и Уваровской базилики в пределах V—VI веков или начала VII века. Предложенная им датировка остаётся актуальной. Предположительно именно эта базилика являлась главным городским храмом, посвящённым святым апостолам Петру и Павлу. С южной стороны рядом с базиликой находилась крестообразная четырёхапсидная крещальня (№ 24), открытая в 1876 году раскопками Одесского общества истории и древностей. Некоторые исследователи предполагают, что именно здесь мог креститься князь Владимир. До постройки Уваровской на её месте находилась базилика «А» (№ 26), которая была открыта во время последующих исследований церкви № 23 — в 1861 году. |             |
| Четырёхапсидная крещальня (№ 24) Южнее Уваровской базилики. 44°36′48″ с. ш. 33°29′37″ в. д.                                                                 | Конец VI — начало VII в.                   | При раскопках 1876—1877 годах южнее Уваровской базилики Одесским обществом истории и древностей была обнаружена крещальня. Дальнейшие раскопки были продолжены в 1901 году, при которых исследовалась не только сама крещальня, но и примыкающие к ней сооружения. Крещальня представляла собой четырёхапсидное крестообразное в плане сооружение. Южная и северная апсиды по размерам равны между собой. Западная апсида длиннее восточной за счёт продолговатого притвора. С северо-западной стороны примыкает пристройка, стены которой имеют непосредственную связь с крещальней и сходство в кладке стен, что может говорить об одновременности их строительства. Стены у пристройки сохранились на незначительную высоту и не определяют её назначения. Возможно, что это было открытое место или небольшой двор с выходом на площадь и со входом в крещальню. Внутри крещальни находился круглый бассейн диаметром 2,85 м и глубиной 0,82 м, на дне которого вырублен четырёхконечный крест. Изнутри бассейн обложен белым мрамором на цемянке. С южной стороны к бассейну подходила гончарная водопроводная труба для снабжения купель водою, а через северный вход от бассейна был устроен канал для стока воды. |             |
| Триконхиальная базилика Рядом с Уваровской базиликой, перед крещальней № 24. 44°36′49″ с. ш. 33°29′38″ в. д.                                                | V в.                                       | Небольшая базилика с укороченными пропорциями, колоннада которой, разделяющая нефы, состояла из двух колонн. Укороченные пропорции придавали сооружению поперечную ориентировку, характерную для раннесредневекового зодчества Византийского Востока. Здание базилики было открыто в 1904 году. От постройки сохранились один ряд кладки южной стены и апсид восточной части. Стены были сложены из хорошо тёсаного камня. Апсидная часть располагалась над двумя рыбозасолочными цистернами римского времени. Опорой для кладки апсид служили каменные стенки, опирающиеся на дно цистерн. Данная триконхиальная композиция, связанная в определённой степени с сирийскими постройками, по мнению А. Л. Якобсона, не даёт оснований считать подобные херсонские постройки сооружениями пришлых строительных групп. |             |
| Базилика 1861 года (№ 28. Базилика на агоре.) У собора Св. Владимира. 44°36′42″ с. ш. 33°29′37″ в. д.                                                       | VI в.                                      | Трёхнефная базилика открытая в 1861 году на акрополе Херсонеса. Исследовалась Косцюшко-Валюжиничем в связи со строительством Владимирского собора. В начале 2000-х годов базилику частично реставрировали. Колонны базилики были восстановлены методом анастилоза. Приблизительные наружние размеры базилики с апсидой и нартексом составляют 16–17×26–27 м. |             |
| Крестово-купольный храм (№ 29) Центральная часть. У собора Св. Владимира. 44°36′43″ с. ш. 33°29′37″ в. д.                                                   | Конец IX — X в.                            | В плане храм представляет собой одноапсидное с прямыми плечами здание прямоугольной формы с продолговатыми помещениями в углах. Северо-восточное боковое помещение имеет изнутри в толще стены небольшую апсидку. Стены были сложены из хорошо отёсанных известняковых блоков в два ряда с забутовкой между ними. Полукруглый камень для центральной апсиды был тёсан по циркулю. Кладка из камня тёсаного по циркулю — большая редкость для Херсонеса. Стены центрального креста сложены из камней бо́льших размеров. Кладка здания соответствует типично малоазийской системе, характерной для архитектуры раннесредневекового Херсонеса. Предположительно средокрестие венчалось куполом на барабане. К основному крестообразному массиву здания примыкали пониженные помещения. Притвором для храма являлось всё западное отделение, представлявшее собой сводчатую галерею, на что могут указывать основания пилястр, расположенные по западной стене. Отсутствие пилястр вдоль южной стены указывает на её более позднюю пристройку и что оно было не сводчатым. |             |
| Восточная базилика (№ 36) Северо-восточный район города. 44°36′50″ с. ш. 33°29′44″ в. д.                                                                    | Конец VI — 1-я половина VII в.             | Одноапсидная трёхнефная базилика. Бо́льшая часть её апсиды обрушилась в море. Приблизительные размеры базилики с апсидой и двумя нартексами составляют 36×18,2 м. Базилика обследовалась Одесским обществом истории и древностей в 1876 году. Затем исследования проводил в 1908 году Р. Х. Лепер. Непосредственно к северному плечу базилики примыкает небольшая часовня со входом в северный неф базилики. Рядом с часовней находится крестообразное сооружение с гробницами. План северной части Восточной базилики повторяет план северной части Западной базилики. Рядом с южной стеной расположена небольшая одноапсидная часовня с одной могилой. Другая такая же часовня с двумя могилами внутри пристроена к южной стене базилики. Храм был построен, вероятно, в конце VI — начале VII века на скальном основании. Церковь просуществовала до X века. |             |
| Шестистолпный храм (№ 34. Крестово-купольная церковь с усыпальницей) Верхняя часть города. Северный берег Херсонеса. 44°36′49″ с. ш. 33°29′34″ в. д.        | VI (или XI—XII вв.)                        | Небольшой трёхапсидный крестово-купольный храм с размерами в плане 17х10 м расположен на самой кромке высокого северного берега городища. Часть его стен и фундамента упали в море. Храм был открыт в 1877 году раскопками Одесского общества истории и древностей. В 1892 и 1893 годах доследовался К. К. Косцюшко-Валюжиничем и затем Р. Х. Лепером. После их обследования выяснилось, что церковь была двухэтажной. Нижний этаж являлся костницей; он не имел окон и дверей. В верхний этаж храма, можно было попасть с западной стороны по небольшой лестнице. Сохранилась лишь нижняя часть здания и начало стен на уровне пола второго этажа. Внутри помещения стояли шесть прямоугольных в плане столбов, выложенных из бутового камня. Столбы стояли в два ряда, по три в каждом, деля внутреннее пространство церкви на три части — три нефа. В 2004—2005 годах на памятнике проводились реставрационные работы силами ООО «Крымреставрация». Дата постройки культового памятника — VI или XI век и его конструктивная форма — базилика или купольный храм, остаются дискуссионными. |             |
| Подземный храм (Скальный храм-мавзолей) Северо-восточный район города. III квартал. 44°36′47″ с. ш. 33°29′40″ в. д.                                         | V в.                                       | Подземный храм-мавзолей вырубленный в скале находится на главной улице в III квартале Херсонесского городища. Культовое сооружение представляет собой двухкамерное углубление в форме вытянутого четырёхугольника с тремя нишами-конхами по сторонам и с апсидой в восточной части. Общая длина (с апсидой) составляет 8,34 м, наибольшая ширина восточной части — 4,65 м, западной — 4,52 м. В храм попадали по лестнице, верхняя часть которой также была вырублена в скале, а ниже спускались по деревянной лестнице. Памятник был открыт во время раскопок Одесским Обществом истории и древностей в 1881 году. Доследовал и сделал расчистку самого нижнего слоя Р. Х. Лепер в 1911—1912 годах. Затем его исследовали К. Э. Гриневич (1928) и С. А. Беляев (1980—1984). Большинство исследователей датируют строительство храма не ранее V века. Позднее, в XII—XIII веках, над подземным сооружением была построена наземная одноапсидная гробничная церковь (№ 35). |             |
| Базилика в базилике (№ 15. Храмовый комплекс из двух разновреме́нных базилик) Северный берег Херсонеса. 44°36′41″ с. ш. 33°29′23″ в. д.                      | VI в. / X в.                               | Храмовый комплекс был открыт в 1889 году во время археологических раскопок под руководством К. К. Косцюшко-Валюжинича. Комплекс состоит из двух трёхнефных базилик — «большой» и «малой», построенных в разное время. Первая, бо́льшая по размерам, с мозаичными полами построена в VI веке, разрушена — в Х. Мозаика сделана из маленьких кубиков мрамора, цветного известняка, керамики, смальты. Вторая, меньшая по размерам, построена в конце X века в центральном нефе предыдущей базилики. При её строительстве были использованы мраморные архитектурные детали храма ранней постройки. Малая базилика погибла от пожара в конце XIII века. В 1971—1974 годах реставрационные работы и доследования проводились здесь под руководством С. Г. Рыжова. |             |
| Базилика № 16 Юго-западный квартал L. Северо-восточнее храма № 17.                                                                                          | Не ранее VII в.                            | Небольшой храм базиликального вида с аркосолиями был обнаружен Г. Крузе в 1827 году, исследовался К. К. Косцюшко-Валюжиничем в 1889 году. А. Л. Бертье-Делагард считал эту базилику как сдвоенную часовню. В толще южной стены обнаружены две гробницы, выложенные плитами с крестами. Усыпальницы служили для захоронений лишь костей или праха умерших. Над одной из них устроен бочкообразный свод-аркосолий. Нижняя часть апсиды сложена из камней, отёсанных по циркулю. Свод апсиды выложен из инкерманского камня. Свод украшал фресковое изображение Богородицы. К южной стене базилики была пристроена боковая усыпальница, в полу которой были найдены четыре могилы в два ряда. На её позднее устройство указывает отсутствие перевязки в кладке в местах соединений со стенами основного храма. В пристроенной часовне захоранивали, возможно, умерших до их полного истления, после чего их кости перекладывались в общую усыпальницу. Храм-часовня служила, вероятно, местом погребения членов какой-нибудь семьи. Базилика, предположительно, функционировала до конца XIV века. |             |
| Базилика на холме (№ 14. Храмовый комплекс из двух разновреме́нных базилик) Западная возвышенная часть городища. 44°36′40″ с. ш. 33°29′13″ в. д.             | VI в. / X в.                               | Храмовый комплекс состоит из двух базилик. Поздняя была расчищена в 1890 году во время раскопок К. К. Косцюшко-Валюжинича. Название получено по географическому признаку — расположению на холме. Но храм не был раскопан до конца. Доследование базилики проводил в 1973—1984 годах археолог С. А. Беляев. В результате доследования выяснилось, что обнаруженная К. К. Косцюшко-Валюжиничем церковь была построена на остатках более древнего храма, предположительно, V—VI веков. В свою очередь, ранняя базилика построена на месте позднеантичной усадьбы с гончарной мастерской. Мастерскую засыпали не ранее V — в середине VI века. В засыпи, обнаруженного рядом колодца, были найдены бронзовые монеты, самые поздние из которых были выпущены в правление императора Юстиниана I (527—565). Перед строительством базилики усадебные строения снесли, колодец засыпали, территорию выровняли и увеличили площадь холма, досыпав его северо-восточную часть. Произошло это не ранее середины VI столетия, а не на два века раньше, как предполагал С. А. Беляев. Трёхнефная с пятигранной апсидой базилика размерами 38х22 м просуществовала до X века. В X веке на развалинах раннего храма, используя его строительные материалы, снова была построена трёхнефная базилика, но уже меньших размеров (20х16 м), сдвумя притворами — нартексом и экзонартексом, и с полукруглой апсидой. Храм просуществовал до конца разрушения города. |             |
| Западная базилика (№ 13. Дом св. Леонтия.) Западный район города, вблизи башни I. 44°36′40″ с. ш. 33°29′09″ в. д.                                           | IV в. / VI в.                              | Культовый комплекс Западной базилики включает в себя: большую базилику («базилика А» [№ 13] или «Дом святого Леонтия Киликийского»), пристроенную к ней крещальню («часовня Б»), пристройку с приделом с южной стороны («часовня В»), крестообразную мемориальную часовню-усыпальницу («часовня Д» [№ 11]) со склепом под ней, небольшой храм («Г» [№ 12]) с находящимся под ним склепом-мартирием, в котором, предположительно, был погребён первый епископ Херсонеса Василий. Склеп Василия был открыт в 1901 году. Над склепом, в конце IV века, была построена часовня, а позднее к ней пристроили небольшую апсиду. Апсида имела кирпичный свод. Крестообразная часовня была открыта в 1891 году. Сохранились лишь части северной и западной лопастей креста. Крестообразная часовня могла быть построена в середине VI века. В начале VII века крестообразную часовню разобрали и началось возведение Западной базилики. Это трёхнефная, одноапсидная (пятигранная снаружи и полукруглая изнутри) церковь с нартексом и пристроенными с южной стороны помещениями. Базилика имела размеры 36×19 м. Большинство исследователей считают, что Западная базилика была построена не ранее конца VI века, разрушена — в конце X — начале XI века, возможно, в результате землетрясения. Базилика входила в состав монастыря святого мученика Леонтия Киликийского. |             |
| Крестово-купольный храм (№ 6. Храм-усыпальница) Юго-восточный район Херсонеса. К северу от Базилики «Крузе».                                                | XI в.                                      | Трёхапсидный крестово-купольный храм был открыт в 1891 году. Под храмом находился большой склеп с тремя усыпальницами. В склеп вёл четырёхугольный вход, представлявший собой свод, выложенный из тёсаных полуциркульных плит. Свод верхней частью доходил до уровня пола церкви. При раскопках отдельного притвора не было обнаружено, поэтому предполагается, что на месте входа в усыпальницу и находился небольшой притвор. Стены церкви выложены в основном из тёсаного камня и частью из ровного бута. В полу храма у северной и южной стен находились две гробницы. Предполагаемое время строительства храма XI век. Храм просуществовал до конца жизни города. |             |
| Храм на сводах (№ 9. Храм-усыпальница) Северный берег Херсонеса. 44°36′42″ с. ш. 33°29′20″ в. д.                                                            | XI в.                                      | Небольшой трёхапсидный крестово-купольный храм-часовня с мозаичными полами, боковыми помещениями с южной стороны и притвором был открыт в 1891 году. Общие размеры храма составляют 12×7 м. Его стены сложены из бутового камня и известняка, а своды, пилястры и опорные столбы, характерные для крестово-купольной архитектуры — из тёсаного камня-известняка. Под храмом были обнаружены архитектурные остатки более раннего сооружения. В одном из помещений была устроена сводчатая усыпальница, предназначенная для особо почитаемых захоронений или мощей. В крипту вёл отдельный вход. Предполагаемое время строительства храма XI век. Храм просуществовал до конца жизни города. |             |
| Северная базилика (№ 22) Северный район города. У Херсонесского колокола. 44°36′48″ с. ш. 33°29′31″ в. д.                                                   | Конец VI в.                                | Трёхнефная базилика (26х19 м) с пятигранной апсидой, нартексом и аулой перед ним. Открыта в 1893 году К. К. Косцюшко-Валюжиничем. В 1981 году Северная базилика доследовалась и реставрировалась под руководством С. Г. Рыжова. Часть северного нефа ещё в древности обрушилась в море. Южный неф был перегорожен пополам стеной, а восточная его часть, после пристройки небольшой полукруглой апсиды, была превращена в обособленную малую церковь-усыпальницу. К этому же нефу с южной стороны примыкает узкая прямоугольная пристройка шириной около четырёх метров. Первоначально она являлась, вероятно, галереей и заканчивалась сильно выступающим помещением с внутренней полукруглой апсидой, где позже тоже соорудили ещё одну небольшую церковь. В XII веке вместо разрушенной базилики на месте её центрального нефа была построена церковь-усыпальница, прослужившая до конца XIII века. |             |
| Крестово-купольный храм (№ 21. Храм в монастырском саду) Северный район Херсонеса. XXI квартал.                                                             | XIII в.                                    | Храм № 21 представлял собой трёхапсидное четырёхстолпное крестовокупольное сооружение с нартексом. Был открыт при расчистке места под огород в монастырском саду. В 1895 году исследовался К. К. Косцюшко-Валюжиничем, в 1909 — Р. Х. Лепером. В 1982 году Ю. Г. Лосицким были выполнены обмеры памятника. Стены храма сложены на известковом растворе из бутового и частью из тёсаного или пиленого инкерманского камня. |             |
| Храм с ковчегом (№ 19) Юго-восточный район Херсонеса. Вблизи башни XIII. 44°36′37″ с. ш. 33°29′32″ в. д.                                                    | VI в.                                      | Крестообразный в плане храм был построен в VI веке на руинах древнего театра. Восточная часть креста, где находился алтарь, имела апсиду, к которой с двух сторон примыкали пастофории: справа — диаконник, слева — жертвенник с крещальней. Храм был раскопан в 1897 году К. К. Косцюшко-Валюжиничем. Во время раскопок в тайнике под алтарём был найден небольшой серебряный ковчег (ларец) с мощами. Отсюда и название памятника — «Храм с ковчегом». Ковчег украшен чеканными изображениями в медальонах: на одной стороне — Христос, апостолы Пётр и Павел, на другой — Богоматерь и два архангела; на торцах — святые Сергий и Вакх или, что менее вероятно, Георгий и Димитрий. На крышке изображены четыре креста. На дне снаружи и на крышке изнутри нанесены четыре клейма времени царствования императора Юстиниана I. Ковчег-реликварий датируется серединой VI века. С 1900 года Херсонесский ковчег хранится в Санкт-Петербургском Эрмитаже. Храм был разрушен во время пожара в конце XIV века. |             |
| Влахернская церковь Богородицы (Южный загородный храм) Херсонесский некрополь. Территория монастыря Богородицы Влахернской. 44°36′19″ с. ш. 33°29′47″ в. д. | VI — VII (или IX—X) вв.                    | Храм был открыт в 1902 году К. К. Косцюшко-Валюжиничем. Затем исследовался А. Л. Бертье-Делагардом, Д. В. Айналовым, в 1953 году — О. И. Домбровским. Наряду с крестовидным храмом в единый монастырский комплекс входили часовня, жилые и вспомогательные помещения, и христианский некрополь. В плане храм представлял собой почти равноконечный крест без восточной апсиды (с центральным алтарём), что является большой особенностью культового сооружения. Храм имел четыре входа в торцовых стенах ветвей креста. После перестройки три дверных проёма были заложены камнем и оставлен один западный вход, в юго-восточной ветви креста был сооружён синтрон, пристроены жертвенник и дьяконник с апсидой, и сделаны мозаичные полы. Исследователи не пришли к единому мнению по датировке. О. И. Домбровский датировал его IX—X веками, А. Л. Якобсон и С. Б. Сорочан относят его основание к VI — началу VII века. Все исследователи связывают Влахернскую церковь с памятью папы Римского — святого Мартина Исповедника, который в марте 655 года был отправлен в Херсонес, где скончался и был похоронен «в прекрасном доме Девы Марии, именуемой Влахернской, за стенами, на расстоянии стадия от благословенного города Херсона». |             |
| Пятиапсидный храм Южная часть городища, квартал LV. 44°36′34″ с. ш. 33°29′24″ в. д.                                                                         | 1-я половина XI в.                         | Памятник открыт в 1906 году К. К. Косцюшко-Валюжиничем. В годы Великой Отечественной войны участок сильно пострадал. В 2001—2003 годах комплекс доследовался украинско-польской экспедицией под руководством А. Б. Бернацки и Е. Ю. Клениной. В плане храм представляет собой крест, вписанный в квадрат, с четырьмя часовнями по углам, две из которых традиционно являлись жертвенником и диаконником, и нартексом с западной стороны. К северной и южной сторонам поперечной оси креста примыкают ещё две часовни. Центральная часть вместе с боковыми часовнями с восточной стороны образуют пятиапсидный фасад. Позже к северной часовне была пристроена крещальня, а с запада в XII веке — открытый двухколонный экзонартекс. Общие размеры храма (с апсидами, нартексом и часовнями) составляют 16,7×15,8 м. Стены толщиной 80—90 см сложены в технике «opus emplecton». К. К. Косцюшко-Валюжинич предположил о наличии купола над центральной частью сооружения. В ходе повторного доследования пятиапсидного храма на небольшой глубине были обнаружены остатки фундаментов более древнего сооружения — трёхапсидной трёхнефной короткой базилики без нартекса. |             |
| Четырёхапсидный храм (№ 47. Тетроконхиальный мартирий) Юго-западная часть Херсонесского городища. 44°36′30″ с. ш. 33°29′18″ в. д.                           | Третья четверть VI — VII в.                | Храм был открыт в 1893 году при строительстве артиллерийской батареи. В 1906 году исследование памятника продолжил К. К. Косцюшко. Он открыл внутри здания мозаичный пол. Во время дальнейших раскопок Р. Х. Лепером были обнаружены под мозаичным полом остатки известковообжигательной печи, постройка которой, как выяснилось позже, предшествовала и мозаике, и храму. Печь располагается строго под куполом церкви. В 1977—1979 годах был исследован под руководством В. А. Кутайсова. Стены храма сложены из кирпича на известково-цемяночном растворе техникой opus mixtum. В архитектурном отношении четырёхапсидная церковь представляла собой тетраконх, состоящий из четырёх смыкающихся полукруглых апсид, ориентированных по сторонам света и объединённых куполом, который покоился на арках апсид и на четырёх трапециевидных в плане пилонах трёхметровой ширины. У храма не было алтаря. В восточной апсиде не было обнаружено следов престола или синтрона. Три апсиды имели по две двери, западная — одну. Архитектурные формы и отсутствие алтаря указывают на то, что этот храм является мемориальным храмом-памятником. Археологические исследования показали, что храм был построен в третьей четверти VI или в VII веке. Время разрушения храма X век. |             |
| Базилика 1932 года Северный берег Херсонеса. Квартал XXV. 44°36′44″ с. ш. 33°29′22″ в. д.                                                                   | Конец VI — начало VII в.                   | Остатки трёхнефной базилики, с пятигранной снаружи и полукруглой изнутри апсидой, были открыты в 1932 году советским археологом Г. Д. Беловым. Храм находится на северном берегу Херсонеса рядом с базиликой 1935 года. Общие размеры храма составляют 26х16,5 м. Стены храма устроены на скале и сложены из больших, хорошо отёсанных плит на известковом растворе. Колоннады, разделяющие нефы, имели по шесть колонн каждая; они соединялись арками из кирпича на толстом слое раствора. В боковых нефах сохранился мозаичный пол. Базилика погибла, вероятно, в конце X или на рубеже X—XI веков, во время сильного разрушения, постигшего весь город. Позднее, когда базилика уже не существовала, на её месте построили небольшую часовню (№ 66), уместившуюся в апсиде древней базилики. В 1978 году базилика доследовалась и реставрировалась. Работами 2000—2001 годов под руководством С. Г. Рыжова памятник был приведён в современное состояние. |             |
| Базилика 1935 года Северный берег Херсонеса. Квартал XIX. 44°36′45″ с. ш. 33°29′25″ в. д.                                                                   | Конец VI — начало VII в.                   | На месте базилики находился небольшой храм с пятигранной снаружи и полукруглой изнутри апсидой — предполагаемая «Церковь святого епископа Еферия», которая в конце VI — начале VII века была перестроена в большую трёхнефную с двумя притворами (внутренним и наружным) базилику, открытую археологом Г. Д. Беловым в 1935 году. В X веке базилика была разрушена, а на месте её среднего нефа в XII (или XIII) веке сооружена небольшая часовня. Ныне не известно как именовался этот христианский храм в античном Херсонесе. Ему дали название по архитектурному типу постройки и году открытия. |             |
| Церковь святого епископа Еферия 44°36′45″ с. ш. 33°29′25″ в. д.                                                                                             | Конец IV — V в.                            | В тексте «Жития святых епископов херсонских» упоминается о строительстве святым епископом Еферием церкви в Херсонесе. Данное событие, описанное в «Житиях», относят к середине IV века. Вероятно, это был храм — предшественник «Базилики 1935 года». Строение имело пятигранную с внешней стороны и круглую внутри апсиду. Внутри пространство было разделено рядами колонн на отдельные нефы. Нижняя часть стен была сложена из бутового камня, верхняя — из саманных кирпичей. Такая постройка несвойственна для Херсонеса, а имеет малоазийские корни. Возможно, прихожане раннего храма были переселенцы. Полы были сложены из мелкого камня на цемяночном растворе. В южном нефе была обнаружена мозаика с изображением кратера с виноградной лозой, канфара, геометрических фигур, по краям обрамлённая плющом. Стены были покрыты фресками птиц, гирлянд, каннелюрных колонн. Храм был разобран при строительстве более поздней базилики. По датировке постройки церкви имеются разные мнения — конец IV, IV—V, V века. После доследования памятника в 1994 году, археологом М. И. Золотарёвым было высказано предположение, что раньше здесь была синагога, перестроенная в церковь в середине IV века. К этому времени относится стилистика и техника росписи стен, что совпадает со временем деятельности святого епископа Еферия. |             |
| Храм 1958 года Юго-восточный район города. Территория античного театра. Рядом с храмом № 19 44°36′37″ с. ш. 33°29′33″ в. д.                                 | VI в. / X—XII вв.                          | Однонефный небольшого размера храм был открыт в 1958 году на театральном участке. В кладке храма просматриваются два строительных периода. По мнению О. И. Домбровского ранний период не датируется, так как памятник исследован не полностью. С. Б. Сорочан датирует первый период постройки VI веком. Во время позднего периода была выполнена коренная перестройка с использованием строительных материалов ранней постройки. Второй период датируется X—XII веками. На сравнительно раннее строительство церкви может указывать ориентация алтарной части на север-северо-восток, как и всего раннесредневекового квартала. Внутри здания, в строительном завале было найдено много поливной керамики XIII—XIV веков. Предположительно, храм прекратил своё существование в конце XIV века. С внешней стороны и внутри храма обнаружены и исследованы несколько могил, которые использовались длительное время. С XII века церковь служила усыпальницей, возможно, фамильной. На это может указывать факт пристройки к юго-западной стене храма 1958 года новых стен жилого дома, который, предположительно, был включён с храмом в единый комплекс. |             |
| Храм с аркосолиями Портовый квартал, у 16—17 куртин. 44°36′36″ с. ш. 33°29′38″ в. д.                                                                        | Не ранее XI в.                             | Небольшой храм с размерами 10,6×3,8 м был открыт во время раскопок 1964 года, которые проводились учёными музея-заповедника «Херсонес Таврический» и специалистами из Уральского и Харьковского университетов под руководством С. Ф. Стржелецкого. Название храма происходит от разгрузочных арок — аркосолий, остатки которых сохранились до сегодняшнего времени. В наосе и притворе сооружены ниши с полукруглым верхом. В храме обнаружены 9 могил, в каждой из которых насчитывается от 5 до 45 костяков. После пожара конца XIII века церковь не восстанавливалась. Данные радиоуглеродного анализа позволили датировать памятник временем не ранее XI века. |             |
| Храм святого Созонта (Западный загородный храм) Западный район Херсонеса. Территория некрополя у западных оборонительных стен.                              | IX—X вв.                                   | Загородный кладбищенский храм был обнаружен в 1982 году В. М. Зубарем, возглавлявшим экспедицию Института археологии АН УССР, исследовался экспедицией Уральского университета в 1985 году. Храм пережил два строительных периода: строительство раннего крестовидного храма («1») и постройка часовни («2») после его разрушения. Сооружение первого строительного периода возводилось как мартирий-усыпальница. Стены храма «1» сложены из известняковых блоков прямоугольных и полигональных очертаний на известковом растворе, и оштукатурены с внутренней стороны. Вымостка в алтарной части и наосе состояла из мраморных плиток, уложенных на цемяночный раствор. В восточной ветви креста находилось четыре гробницы, вырубленные в скальном массиве. Ранний храм был построен и функционировал в IX—X веках. После его гибели на месте центральной части была возведена небольшая часовня с полукруглой апсидой. Для сооружения поздней постройки использовался материал предыдущей. Археологического материала, который позволил бы определить более точное время строительства и разрушения храма «2» не выявлено; предположительно, это могло произойти не ранее конца XI века. Отсутствие следов пожара и планомерное разрушение и разграбление раннего крестовидного храма может свидетельствовать, что его гибель была вызвана какими-то чрезвычайными обстоятельствами, возможно, связанными с осадой города князем Владимиром. По мнению А. И. Романчук крестовидная церковь отождествляется с известным из письменных источников храмом святого Созонта, который фигурирует в рассказах о перенесении мощей мученика, римского папы Климента, состоявшемся в Херсонесе 3 февраля (по григорианскому календарю) 861 года. |             |
| Базилика 1987 года Квартал VII. Вблизи Уваровской базилики.                                                                                                 | Начало — первые десятилетия ХI в.          | Храм базиликального плана был исследован историками, археологами И. Т. Кругликовой и А. В. Сазановым в 1987—1989 годах. Название получено по году открытия. Базилика была трёхнефной, трёхапсидной, с полуциркульными апсидами и с четырьмя свободно стоящими колоннами. Длина её составляла около 12 м, ширина — около 11. Пол вымощен известняковыми плитами сохранившимися только в южном нефе. От четырёх колонн, разделявших нефы, сохранились три мраморных основания. Первоначально на данном участке находилась рыбозасолочная цистерна, засыпанная в конце VI века. В первые десятилетия XI века над цистерной построили базилику. Это самая поздняя открытая базилика в Херсонесе, существовавшая до XIII века. После прекращения существования базилики на месте её южного нефа была выстроена однонефная одноапсидная часовня, прекратившая своё функционирование в XIV веке. |             |
| Склеп на земле Н. И. Тура (Мартирий Воскрешения) Западная окраина Херсонеса, в 400 м юго-западнее фланговой башни V.                                        | IV—VII вв.                                 | Загородный склеп «на земле Н. И. Тура» — расписной склеп, раннехристианский пещерный культовый комплекс, теофанический мартирий. Был открыт в 1894 году, раскопан — в 1912. Памятник относится к середине IV века. Изначально склеп представлял собой типичную постройку для подобных сооружений с размерами: 2,48×2,79×1,68 (глубина) м. Ниши-локулы были расположены в левой и задней стене под потолком. Позднее внутреннее помещение перестраивалось. Лежанка, расположенная напротив входа, была углублена до уровня пола. При углублении посредине был оставлен выступ, а за ним — небольшая ниша. В передней стенке был сделан проход. Получившееся пространство и выступ с нишей напоминали собой апсиду с престолом. «Церквеобразная» архитектура и система росписи склепа являло собой раннехристианский пещерный культовый комплекс. Существует версия, что склеп мог быть местом, где произошло «чудо», описанное в «Житиях епископов Херсонских». Роспись стены склепа-мартирия может косвенно подтверждать этот тезис. Мужчина и женщина, идущие в город, могут быть родителями ребёнка, а идущий к ним на встречу — епископом Василеем. Памятник, известный как «склеп на земле Н. И. Тура» первоначально мог быть погребальным сооружением, принадлежавшим представителям местной аристократии. После событий, описанных в тексте «Жития епископов Херсонских», он мог стать почитаемым местом, связанным с памятью о первом епископе Херсонеса святом Василее и чуде, совершившимся по его молитве. В IV веке над склепом была сооружена часовня, перестроенная затем в церковь-теофанический мартирий, где могли совершаться периодические богослужения, связанные с событиями христианизации города. Сам склеп, его росписи и мартирий датируются исследователями в широком диапазоне — от конца IV до VII века включительно. |             |
| Мартириум святого Климента Римского Остров в Казачьей бухте 44°33′51″ с. ш. 33°24′41″ в. д.                                                                 | IX в.                                      | Раннехристианский сакральный памятник в византийском Херсоне, построенный на древнем насыпном острове Казачьей бухты, который сообщался с берегом узким перешейком. По мнению некоторых исследователей, именно на этом островке были открыты мощи святого Климента Римского и что здесь было место заточения и мученической смерти этого святого. Описание обнаруженных развалин дал академик Пётр-Симон Паллас, посетивший эти места в 1793—1794 годах. Князь Виктор Барятинский в 1845 году в юго-восточной части островка раскопал остатки небольшой церкви и девяти помещений. После доследования островка в 1890 году К. К. Косцюшко-Валюжиничем и А. Л. Бертье-Делагардом они сделали вывод, что в V—IV веках до н. э. островок был насыпан одновременно со строительством древней крепостной системы, а в византийское время здесь был построен христианский храм (или устроен небольшой монастырёк). Сакральный комплекс представлял собой обнесённый периболом двор площадью около 480 м² с группой небольших зданий и маленькой церквушкой с верхним и нижним подземным ярусом, в котором была устроена гробница. По предположению, высказанным A. Л. Бертье-Делагардом и Д. В. Айналовым, именно в этой гробнице находились мощи святого мученика Климента Римского, открытые Константином Философом (Кириллом) на островке 30 января (3 февраля по григорианскому календарю) 861 года и перенесённые в город Херсонес. |             |